# Isturgia perviaria
Isturgia perviaria is een vlinder uit de familie spanners (Geometridae). De wetenschappelijke naam van deze soort is voor het eerst geldig gepubliceerd in 1855 door Lederer.
De soort komt voor in tropisch Afrika.